# Glen Benton

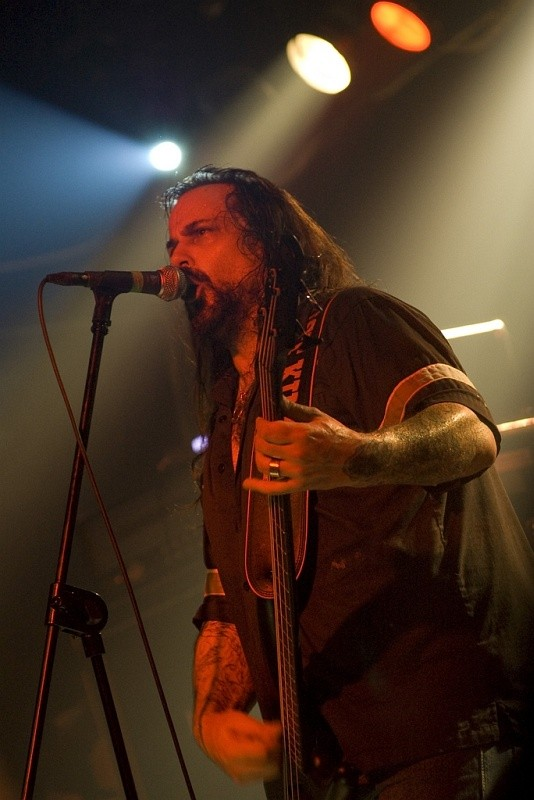
Glen Benton (2009)

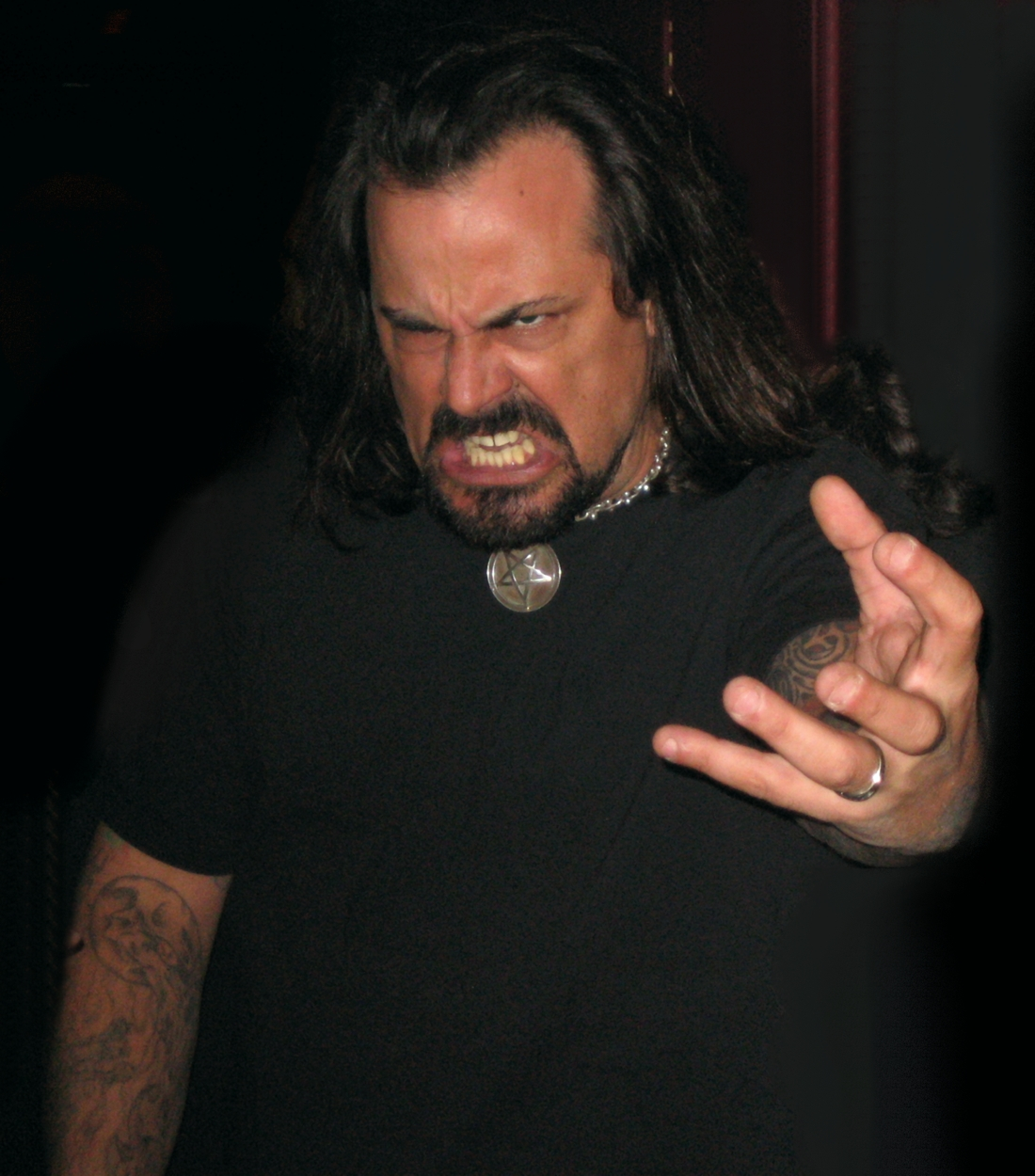
Glen Benton im Jahr 2006

Glen Benton (* 18. Juni 1967 in New York) ist ein US-amerikanischer Bassist und Sänger der Death-Metal-Band Deicide und Ex-Sänger der Death-Metal-Band Vital Remains.

## Beteiligung an Deicide
Seinen musikalischen Werdegang startete Benton 1987 bei der Band Amon, die sich kurz darauf in Deicide (dt.: ‚Gottesmord‘) umbenannte. Das Image der Band sowie die Inhalte der Liedtexte gehen auf Benton zurück, der sich schon seit frühester Jugend für Okkultismus und Satanismus interessierte. Sein Interesse für diese Themen wurde geweckt, als er mit neun oder zehn Jahren von seiner Tante, die eine praktizierende schwarze Hexe ist, Bücher empfohlen bekam, und später auch an satanistischen Ritualen teilnehmen durfte. Er bezeichnete sich selbst als Satanisten, jedoch ist unklar, ob dies nur aus Gründen der Provokation geschah oder nicht. Benton trägt auf seiner Stirn das Branding eines umgedrehten Kreuzes.
Aufmerksamkeit erregte Benton mit der Aussage, er wolle sich mit 33 Jahren das Leben nehmen. Er hat inzwischen jedoch das 33. Lebensjahr überschritten.
Bei Deicide stand stets Benton im Vordergrund und gab die Interviews. Seine Bandkollegen Steve Asheim (Schlagzeug) und die Hoffman-Brüder (Gitarren) hielten sich im Hintergrund. Da die Einnahmen der Band im Zuge des Wechsels zu Earache Records nicht mehr gleichmäßig, sondern anteilsmäßig verteilt wurden, fühlten sich Brian und Eric Hoffman finanziell benachteiligt und hintergangen. Auch sahen sie in dem aus ihrer Sicht teils sehr arroganten Verhalten Bentons eine Karrierebremse. So kam es in der Vergangenheit durch die Hoffman-Brüder immer wieder zu Konzertabbrüchen, Tourabsagen und Interviewsperren, nur um Benton zu ärgern und zweifelhaft erscheinen zu lassen, so Benton in einem Interview.

## Beteiligung an anderen Projekten
Glen Benton war von 2003 bis 2005 bei Vital Remains als Sänger aktiv. Des Weiteren fungierte er als Gastsänger auf den Alben Harmony Corruption von Napalm Death, Death Shall Rise von Cancer und Eaten Back to Life sowie Butchered at Birth von Cannibal Corpse. Zudem hat er bei dem Projekt Roadrunner United das Lied Annihilation by the Hands of God eingesungen. 2007 hat er mit Vital Remains das Album Icons of Evil veröffentlicht.

## Radio-Auftritte
Glen Benton hatte in den 1990er Jahren noch eine kleine Karriere als Radio-Talk-Gast, etwa bei Bob Larsons Talk-Back-Show, in der er oft gegen christliche Talk-Gäste antrat.

## Diskografie
mit Deicide
- siehe Deicide#Diskografie

mit Vital Remains
- 2003: Dechristianize
- 2007: Icons of Evil

als Gastsänger
- 1990: Napalm Death – Harmony Corruption (bei Unfit Earth)
- 1990: Cannibal Corpse – Eaten Back to Life (bei Mangled und A Skull Full of Maggots)
- 1991: Cannibal Corpse – Butchered at Birth (bei Vomit the Soul)
- 1992: Cancer – Death Shall Rise (bei Hung, Drawn and Quartered)
- 1993: Transmetal – El Infierno de Dante (bei Himno para él, auf der englischsprachigen Version Dante’s Inferno ist das Lied Hymn for Him betitelt)
- 2001: FirstBorn – Killer Within (bei Killer Within)
- 2005: Roadrunner United – The Concert (bei The End Complete und Dead by Dawn)
- 2005: Roadrunner United – The All-Star Sessions (bei Annihilation by the Hands of God)
- 2014: Belphegor – Conjuring the Dead (bei Legions of Destruction)